# Rocafort de Vallbona
Rocafort de Vallbona es una localidad española del municipio leridano de Sant Martí de Riucorb, en la comunidad autónoma de Cataluña.

## Geografía
Al norte de la localidad se encuentra Verdú, al este Nalech, al sur Vallbona de las Monjas y al oeste Sant Martí de Maldá. Pertenece a la provincia de Lérida, en la comunidad autónoma de Cataluña.

## Historia
Hacia mediados del siglo XIX, la localidad, por entonces cabeza de un ayuntamiento que también incluía a Nalech y El Vilet, contaba con una población de 99 habitantes. Aparece descrita en el decimotercer volumen del Diccionario geográfico-estadístico-histórico de España y sus posesiones de Ultramar de Pascual Madoz de la siguiente manera:

ROCAFORT DE VALLBONA: l. con ayunt. al que están agregados los pueblos de Nalech y Vilet, en la prov. de Lérida (6 leg.), part. jud. de Cervera (4), aud. terr. y c. g de Barcelona (16), dióc. de Tarragona (4 1/2): sit. en una pequeña colina: clima bastante frio, aunque sano. Se compone de 50 casas con la de ayunt; escuela de niños dotada en 2,000 reales, y otra de niñas con muy escasa gratificacion; igl. (la Transfiguracion) aneja de la parr. dé Nalech; cementerio sit. algo dist. S. del pueblo, una balsa donde se recogen las aguas pluviales, y una fuente de mala calidad por contener partículas de yeso. Confina el térm. por N. con Verdú y Segura; E. Nalech; S. Vallbona, y O. San Marti; hay dentro de él muchas canteras de piedra y yeso. El terreno es de mediana calidad, participando de secano y de riego con las aguas del r. Corp, le cruzan algunos caminos que dirigen á Tárrega, Espluga, Sta. Coloma y Montblanch, en muy mal estado: la correspondencia se recibe por balijero de la carteria de Tárrega. prod.: algun trigo vino, aceite, legumbres y hortalizas; cria ganado lanar y vacuno para la labranza, y caza muv abundante de conejos, liebres y perdices. ind.: un molino harinero y otro de aceite. pobl.: 25 vec., 99 alm. riqueza imp.: 37,884 rs. contr. el 14'48 por 100 de esta riqueza.
(Madoz, 1849, p. 531)

## Demografía
| Gráfica de evolución demográfica de Rocafort de Vallbona entre 1842 y 1970 |
| |
| Población de derecho según los censos de población del INE Población de hecho según los censos de población del INEEntre el censo de 1857 y el anterior, crece el término del municipio porque incorpora a 255217 (Llorens) Entre el censo de 1981 y el anterior, este municipio desaparece porque se agrupa en el municipio 25902 (Sant Martí de Río Corb) |

El término municipal de Rocafort de Vallbona en el censo de 1857 absorbió el de Llorenç. Desapareció como municipio 1971 al ser pasar a formar parte de Sant Martí de Riucorb. En 2021, la entidad singular de población tenía censados 118 habitantes y el núcleo de población 98 habitantes.